# BeOS
BeOS (zkratka anglického Be Operating System, Buď operační systém) je operační systém pro osobní počítače, který vyvíjela firma Be Incorporated. První verze byla napsána roku 1991 pro speciální počítač BeBox. Na rozdíl od jiných operačních systémů té doby byl BeOS napsán, aby sloužil jako operační systém s vestavěným GUI. Byl optimalizován pro práci s multimédii. Dokázal plně využít předností systému se symetrickým multiprocessingem. Aplikační rozhraní bylo napsáno v C++. Bylo kompatibilní s POSIXem a do příkazové řádky se uživatel mohl dostat skrz shell Bash.

## Historie systému BeOS
První velký zlom ve vývoji systému BeOS nastal v polovině července 1997. Tehdy mateřská firma uvedla na trh novou verzi systému s názvem BeOS Preview Release (BeOS PR). Hlavním a asi nejdůležitějším rysem této verze byla schopnost plně fungovat na mírně odlišných PowerPC počítačích PowerMac s konkurenčním systémem Mac OS firmy Apple. Uživatelé si tehdy poprvé mohli vybrat svůj hardware. 
Apple Computer se rozhodla pro další vývoj využít NeXTSTEP. Pro další svůj počítač G3 odmítla odkrýt detaily jeho architektury, a BeOS tak zůstal bez výkonného počítače, na kterém by mohl běžet. BeOS byl proto přepsán znovu.
Druhý velký zlom – přechod do světa PC počítačů – se uskutečnil ve dvou krocích během roku 1998. V první polovině tohoto roku se k nadšencům dostala první vývojářská verze pro Intel – BeOS verze 3.0, který však trpěl hardwarovými problémy. Proto ho za několik měsíců nahradil BeOS verze 3.2 (druhá vývojářská verze), který nabízel mnohem širší podporu HW komponent a lepší stabilitu.
Slavnostní okamžik nastal v lednu 1999 vypuštěním finálního uživatelského BeOS verze 4.0 pro Intel. Následně se v červnu 1999 objevil systém BeOS verze 4.5, který byl za 3 měsíce vylepšen velkým opravným balíčkem na verzi 4.5.2.
V březnu 2000 uveřejnila firma na internetu svůj zcela nový systém BeOS verze 5.0 PRO Edition a současně dala k dispozici freeware variantu známou jako – BeOS 5.0 Personal Edition (BeOS PE).
Následovalo několik malých servisních balíčků a definitivně posledním členem rodiny se stal BeOS 5.0.3, který je však dosud masivně používán velkou skupinou skalních příznivců…
V roce 2001 byl vývoj BeOS ukončen. Jeho pokračování, vyvíjené jako svobodný software, nese název Haiku.

## Problém BeOSu s API
BeOS bohužel velmi často mezi verzemi měnil API služeb operačního systému. Řadu programů tak bylo nutné neustále přepisovat. V dobových médiích se o BeOSu často psalo jako o „systému, který se nebojí nekompatibilně měnit své API“. To pravděpodobně způsobilo postupný neúspěch.
BeOS se potýkal se ztrátou zájmu vývojářů, kteří byli nekompatibilními změnami základních věcí nuceni vkládat další úsilí do testování a přepisování programů, ale bez přidané hodnoty.
V době největšího zájmu o BeOS se naopak Microsoft velmi podbízel vývojářům, aby je připoutal k vývoji pro Microsoft Windows.